# Arctinos de Milet
 (avril 2022).
Si vous disposez d'ouvrages ou d'articles de référence ou si vous connaissez des sites web de qualité traitant du thème abordé ici, merci de compléter l'article en donnant les références utiles à sa vérifiabilité et en les liant à la section « Notes et références ».
Arctinos de Milet (Ἀρκτῖνος ὁ Μιλήσιος) est un poète grec du Cycle troyen. Il a probablement vécu au VIIIe siècle av. J.-C.
Ses œuvres sont aujourd'hui perdues, mais on peut en avoir un bon aperçu à partir de la Chrestomathie de Proclus, philosophe du Ve siècle ap. J.-C.

## Œuvres
L’Éthiopide (Αἰθιοπίς / Aithiopís) est un poème en cinq parties ainsi dénommé à cause de l'Éthiopien Memnon, qui devient l'allié des Troyens après la mort d'Hector. Selon Proclus, le récit est la suite directe de l’Iliade. Il s'ouvre sur les exploits et la mort de l'Amazone Penthésilée, et se referme sur la mort d'Achille et la dispute pour ses armes entre Ajax le grand et Ulysse.
Le Sac de Troie (Ἰλίου πέρσις / Ilíou pérsis) livre l'histoire du cheval de Troie, de Laocoon et de la prise de la ville, suivi du départ des Grecs en butte au courroux d'Athéna causé par le viol de Cassandre.
La transition entre l’Éthiopide et le Sac de Troie est relatée par Leschès de Pyrrha dans la Petite Iliade.